# Ján Kraus
Ján Kraus (8. listopadu 1920 Jelenovka – 1. října 1983) byl slovenský a československý politik KSČ, v době pražského jara a počátku normalizace státní tajemník v ministerstvu plánování ČSSR.

## Biografie
Narodil se v obci Jelenovka na území Sovětského svazu. V letech 1940–1945 absolvoval strojně inženýrskou fakultu Slovenské vysoké školy technické v Bratislavě. V letech 1949–1950 zastával post vedoucího oddělení na Krajském výboru KSS v Košicích. V období let 1950–1950 byl vedoucím oddělení pro průmysl Ústředního výboru Komunistické strany Slovenska. V letech 1951–1969 se uvádí jako účastník zasedání Ústředního výboru Komunistické strany Slovenska. Od roku 1953 do roku 1958 zastával funkci náměstka ministra hutního průmyslu a rudných dolů. V roce 1958 nastoupil na pozici náměstka předsedy Státní plánovací komise a zde setrval až do roku 1968.
V lednu 1969 získal vládní post v československé druhé vládě Oldřicha Černíka jako státní tajemník v ministerstvu plánování ČSSR. Portfolio si udržel do září 1969.